# Karol Kurpiński

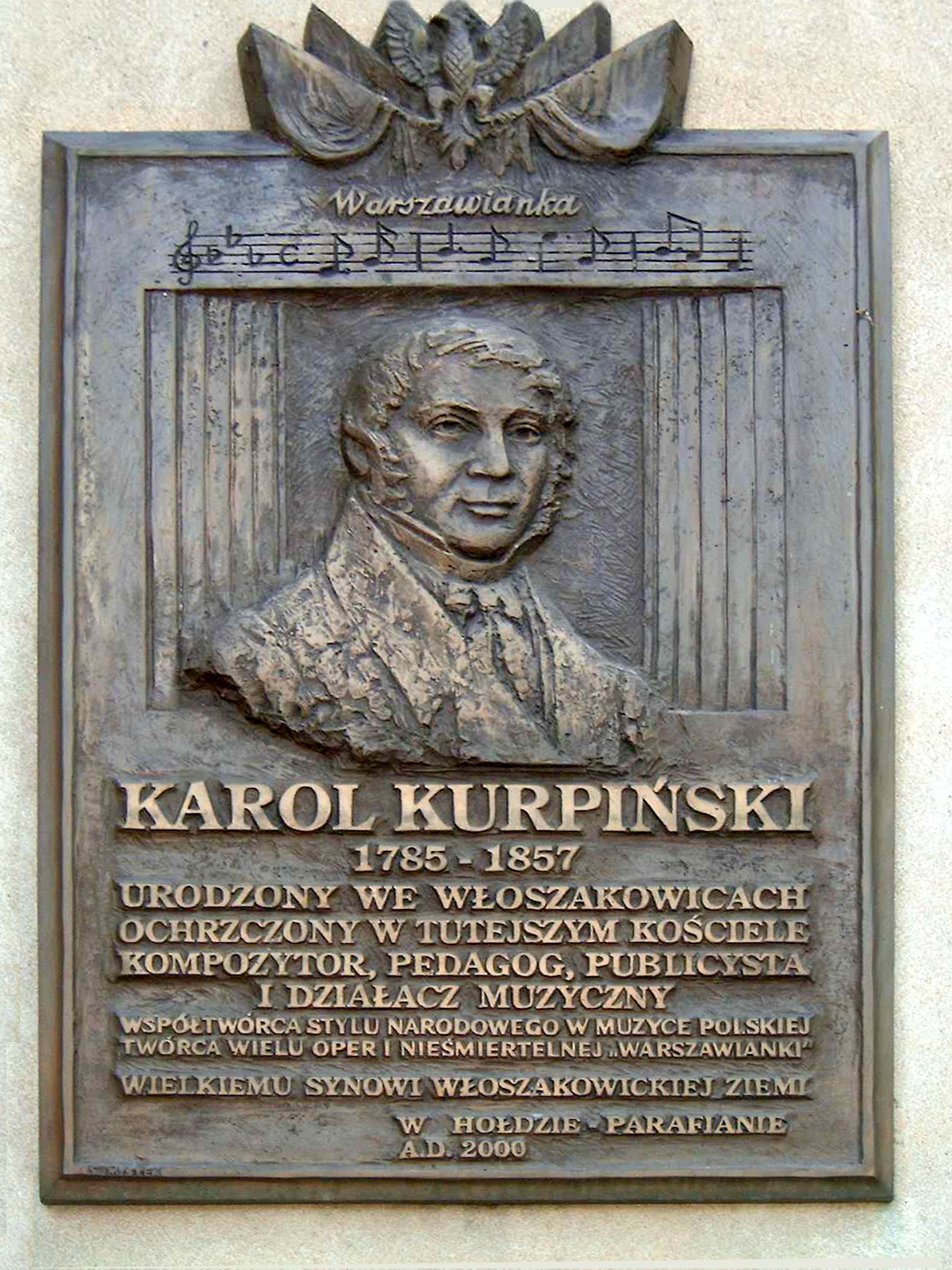
Tablica upamiętniająca Karola Kurpińskiego na kościele we Włoszakowicach

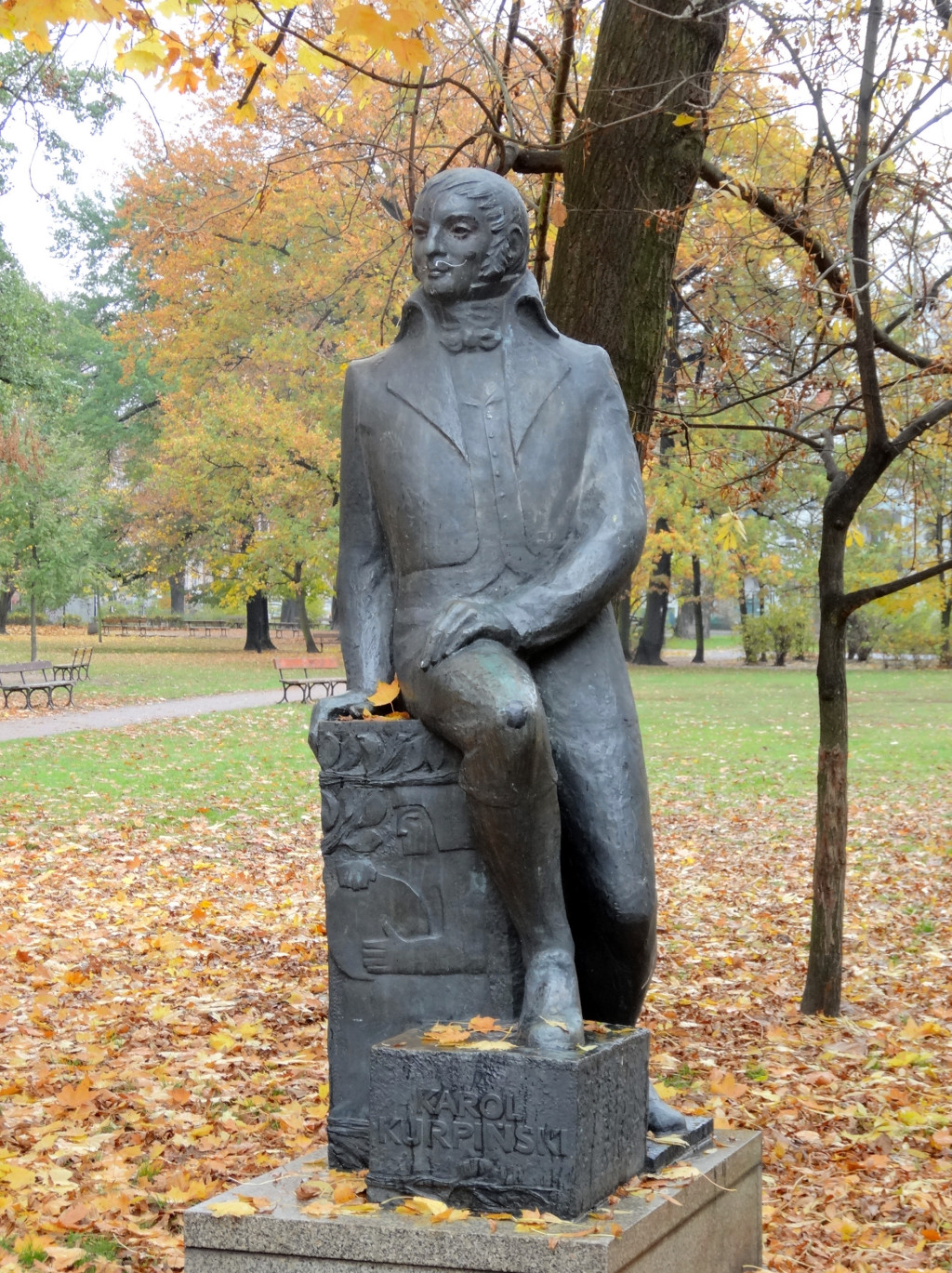
Pomnik Karola Kurpińskiego w Bydgoszczy (w otoczeniu Filharmonii Pomorskiej jako jeden z posągów galerii pomników kompozytorów i wirtuozów)

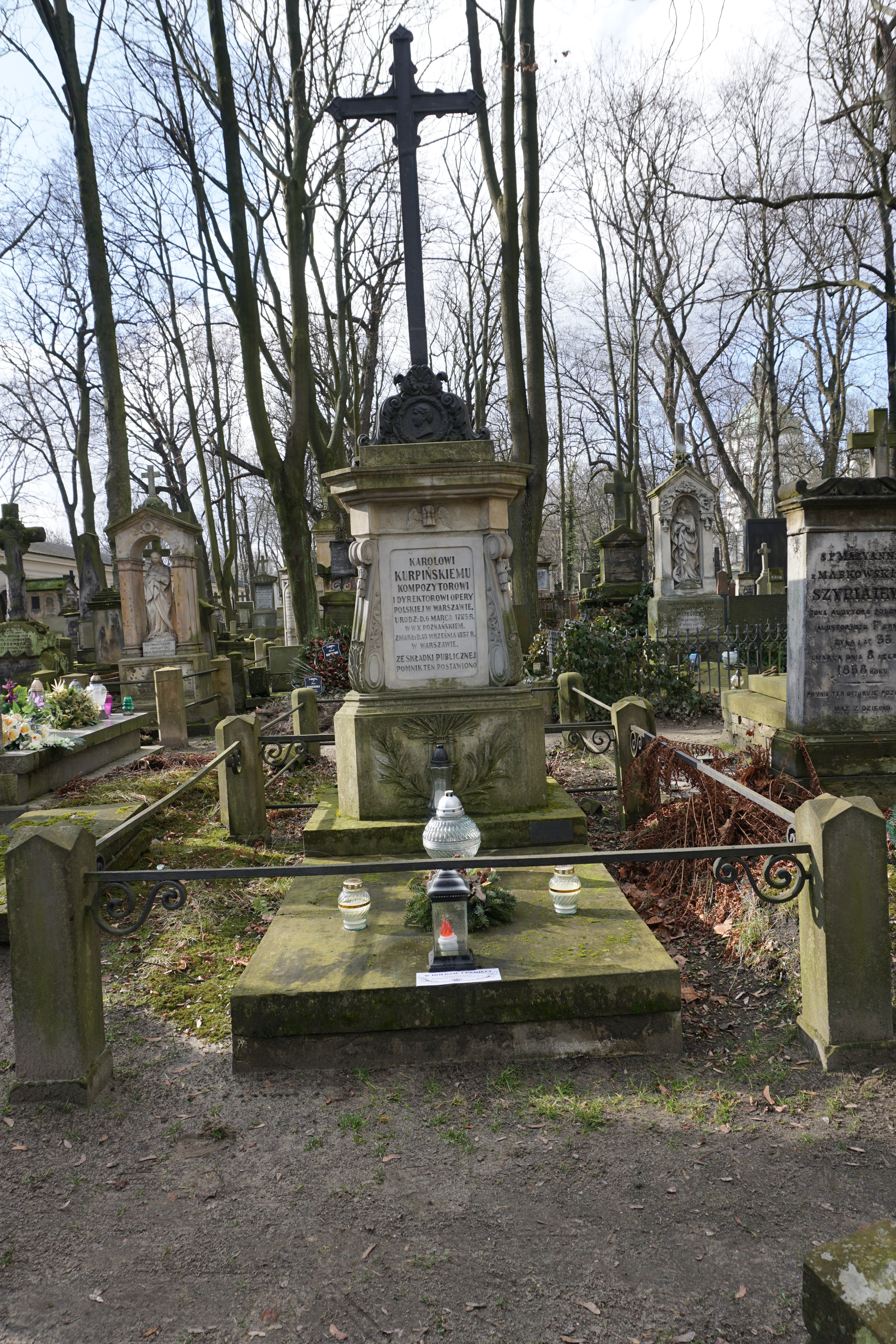
Grób Karola Kurpińskiego na cmentarzu Powązkowskim

Karol Kazimierz Kurpiński (ur. 6 marca 1785 we Włoszakowicach, zm. 18 września 1857 w Warszawie) – polski kompozytor, przedstawiciel późnego klasycyzmu, dyrygent i pedagog, członek przybrany Towarzystwa Królewskiego Przyjaciół Nauk w Warszawie w 1829 roku. Autor melodii Warszawianki.

## Życiorys
Urodził się w rodzinie organisty parafialnego Marcina Kurpińskiego, który pół roku wcześniej wyprowadził się z Bukówca do sąsiednich Włoszakowic. Ojciec był pierwszym nauczycielem kompozytora, edukując chłopca w grze na skrzypcach, organach i prawdopodobnie w podstawach kompozycji. W 1797, mając 12 lat, został organistą w kościele w Sarnowej koło Rawicza, gdzie jego wuj, ks. Karol Wański, był proboszczem. Bliski kontakt z małymi ośrodkami muzycznymi, a także fascynacja folklorem wpłynęły na kształtowanie się osobowości twórczej przyszłego kompozytora. Rozwijając swój talent w dziedzinie kompozycji muzycznej pozostał jednak autodydaktą i uczył się przede wszystkim poprzez kontakt z muzyką innych twórców. W 1800, za wstawiennictwem swego drugiego wuja, wiolonczelisty Rocha Wańskiego, został zatrudniony jako drugi skrzypek w orkiestrze na dworze Feliksa Polanowskiego, starosty stęgwilskiego w Moszkowie w pow. sokalskim. Tam też, jak się przypuszcza, poznał szeroki repertuar muzyki poważnej, w tym operowej, zarówno poprzez dzieła wystawiane w amatorskim zespole dworskim, jak i podczas częstych wyjazdów do Lwowa. Po zlikwidowaniu kapeli w 1808 przeprowadził się do Lwowa, gdzie przez dwa lata utrzymywał się z lekcji gry na fortepianie w domu barona Ludwika Rastawieckiego, ojca Edwarda, późniejszego mecenasa kultury.
Od 1810 Kurpiński mieszkał w Warszawie. Tam, dzięki rekomendacji Józefa Elsnera i warszawskiego śpiewaka Jana Nepomucena Szczurowskiego został przyjęty na drugiego dyrygenta orkiestry Teatru Narodowego. Funkcję tę pełnił przez 30 lat, najpierw wspólnie z Elsnerem, później (od 1824) jako jedyny kierownik instytucji. Na lata 1810–1820 przypada okres najobfitszej twórczości operowej oraz działalności publicystycznej Kurpińskiego. Debiut kompozytorski miał miejsce 4 grudnia 1810 kantatą ku czci Napoleona. W maju 1811 została wystawiona jego pierwsza opera: Dwie chatki. Jeszcze pod koniec roku ukazał się Pałac Lucypera, a w 1812 kolejne dwa utwory sceniczne: Ruiny Babilonu oraz Marcinowa w seraju.
W 1820 rozpoczął wydawać pierwsze polskie czasopismo muzyczne Tygodnik Muzyczny, w którym publikował artykuły na temat estetyki, historii muzyki, recenzje oper i koncertów. Po półtora roku pismo przestało wychodzić z powodu braku prenumeratorów, przysparzając kompozytorowi nie lada problemów finansowych.
W latach 1811–1821 należał do masonerii, uzyskując przedostatni stopień wtajemniczenia. Był dyrektorem Harmonii Wielkiego Wschodu Narodowego Polski w 1819, członkiem honorowym loży Astrea w 1819 i Kazimierz Wielki w 1819/1820.
W kwietniu 1815 ożenił się z o połowę młodszą, piętnastoletnią Zofią Dorotą Brzowską, siostrą Józefa Brzowskiego, aktorką Teatru Rozmaitości i śpiewaczką Opery w Warszawie. W tym samym roku został członkiem Warszawskiego Towarzystwa Przyjaciół Nauk. Wydał szereg prac dydaktycznych, pedagogicznych, naukowych: m.in. Wykład systematyczny zasad muzyki na klawikord (1819), Zasady harmonii tonów (1821), Zasady harmonii wykładane sposobem lekcji dla lubowników muzyki (1844). Opublikował dwie rozprawy historyczne: Wiadomości o kompozytorach polskich (1819), będące najwcześniejszym przekazem dziejów kapeli rorantystów przy katedrze wawelskiej, oraz Krótki rys Teatru Narodowego (1831), w której opisał walkę polskiej sceny o repertuar polski, zachowanie tożsamości narodowej w sytuacji okupacji rosyjskiej. Już jako trzydziestolatek cieszył się sławą. W 1819 został na jego cześć wybity złoty medal. W tym samym roku został nadwornym kapelmistrzem cara Aleksandra I. Był wziętym dyrygentem, prowadził niemal wszystkie koncerty w stolicy, m.in. prawykonanie koncertu fortepianowego f-moll Chopina 17 marca 1830, z udziałem kompozytora jako solisty. Podczas powstania listopadowego wystawiał opery o tematyce patriotycznej. Skomponował wtedy osiem pieśni powstańczych, w tym Warszawiankę. Jego pozycja była tak silna, że po powstaniu pozostał na swoim stanowisku dyrektora sceny operowej. W związku z zamknięciem przez Rosjan konserwatorium, zorganizował przy Teatrze Wielkim trzyletnią Szkołę Śpiewu. To w niej kształcili się przyszli wykonawcy moniuszkowskiej Halki. W 1823 wyjechał jako stypendysta rządu w ośmiomiesięczną podróż po Europie w celu zaznajomienia się z organizacją teatrów operowych w Zachodniej Europie i przeniesienia ich osiągnięć na grunt sceny warszawskiej. Z podróży tych zachował się dziennik.
Zmarł w osamotnieniu w 1857 w kamienicy przy ulicy Żelaznej 91 w Warszawie, co upamiętnia tablica z piaskowca wmurowana w 1957 na znajdującej się obecnie w tym miejscu kamienicy Władysława Jabłońskiego. Pochowany na cmentarzu Powązkowskim w Warszawie (kwatera 158-3-19/20).

## Twórczość kompozytorska
Karol Kurpiński jest kompozytorem przełomu klasycyzmu i romantyzmu. Łączył klasyczne środki formalne i wyrazowe z elementami polskiego folkloru muzycznego. W centrum jego działalności kompozytorskiej znajdują się opery. Z 27 wystawionych przez niego dzieł scenicznych, zachowało się tylko 18. Tematyka jego oper to często błahe historie miłosne, w tłumaczeniu z francuskiego. Z późniejszym okresie dominuje natomiast tematyka historyczna, ludowa i fantastyczna. Kurpiński dbał w najwyższym stopniu o poziom literacki librett, preferując rymy jednozgłoskowe. Wpływ Haydna i Mozarta jest w muzyce Kurpińskiego bardzo wyraźny. To od nich polski kompozytor przejmował wzory formalne, instrumentację, brzmienie. Z drugiej jednak strony Kurpiński swoją muzykę przepajał elementami sztuki ludowej: rytmami mazurkowymi, polonezowymi, polskim językiem, gwarą, ludowymi melodiami. Poprzez takie arcydzieła jak opera Krakowiacy i Górale, Kurpiński uważany jest za kompozytora tworzącego z nurcie muzyki narodowej. Kompozytor miał wielki talent do komponowania prostych, pięknych, nawiązujących do pieśni ludowych, wpadających w ucho melodii. Z powodzeniem więc pisał popularne pieśni o tematyce historycznej, sentymentalnej czy religijnej. Szczególnie znane są zaś jego pieśni z okresu powstania listopadowego o tematyce patriotycznej (Marsz obozowy, Mazur Chłopickiego, Warszawianka i inne). Również nawiązania do motywów ludowych wyraźne są w twórczości religijnej Kurpińskiego, a także w twórczości instrumentalnej, gdzie dominują polonezy. Należy pamiętać, że kompozytor posiadał warsztat klasycystyczny, melodie jego pieśni mają budowę okresową (8+8), polonezy typową dla XVIII wieku budowę ABA. Często wytyka się orkiestrowym polonezom Kurpińskiego pewną schematyczność, nadużywanie wytartych formuł, ale tłumaczyć to można użytkowemu, tanecznemu przeznaczeniu tych utworów. Najcenniejszym zachowanym dziełem w repertuarze koncertowym Kurpińskiego jest Koncert klarnetowy, z którego zachowała się jedynie pierwsza część. Z symfonicznej twórczości kompozytora wyróżnia się programowa symfonia poświęcona Napoleonowi Bitwa pod Możajskiem. Symfonia ta, podobnie jak jego Kwartet smyczkowy czy Nokturn na róg, fagot i wiolonczelę nie posiada standardowej klasycznej formy, żadna z części tych utworów nie posiada allegra sonatowego. Tutaj widzimy pewne tendencje romantyczne kompozytora. Twórczość fortepianowa Kurpińskiego, która mimo że nie była dla kompozytora nigdy najważniejsza, dorównuje swoją wartością artystyczną dziełom Józefa Elsnera, Franciszka Lessla czy Marii Szymanowskiej. Obejmuje ona wariacje, fantazje oraz różne formy tanecznej muzyki salonowej. Na szczególną uwagę zasługuje niezwykle ekspresyjna w wyrazie Fantazja c-moll zaopatrzona podtytułem Chwila snu okropnego, w której konstrukcja formy opiera się na ewolucyjnym przekształceniu synkopowanej melodyki pierwszego taktu.

## Działalność pedagogiczna
Jako dyrektor opery zorganizował stały chór, wprowadził dublowanie ról solowych, zwiększył skład orkiestry, walczył o polski repertuar operowy. Kładąc nacisk na dyscyplinę artystyczną
(czystość intonacji, odpowiednią instrumentację, poprawność stylistyczną) wydatnie podniósł poziom artystyczny Opery Narodowej. Powszechnie uważano, że współpraca artystów z Karolem Kurpińskim jest niejako „wyższą szkołą” muzyki. Dzięki Kurpińskiemu opera warszawska stała się instytucją wychowującą publiczność nie tylko pod względem muzycznym, lecz także w duchu patriotyzmu wbrew polityce rosyjskiego zaborcy. Również ważną pedagogiczną rolę odgrywał wydawany przez kompozytora Tygodnik muzyczny. Jego pisma dydaktyczne rozwijały teorię muzyki w kraju; w Wykładzie systematycznym zasad muzyki na klawikord przyjął terminologię harmoniki Jeana Philippe’a Rameau. Skonstruował swoją własną teorię estetyczną. Podzielił sztuki na trzy rodzaje: 1) muzyka, tj. „obraz wszelkiego ruchu i wzruszenia”; 2) malarstwo, tj. „obraz wszelkiego ciała”; 3) poezja, tj. „obraz wszelkiego istnienia”. Pisał: „poezja jest słowem, czyli duszą; malarstwo ciałem; muzyka tonem słowa, czyli duszy, a poruszeniem ciała”. Starał się odpowiedzieć na pytania o istotę opery, muzyki tradycyjnej, jakie zadania ma spełniać sztuka, artysta. Pisał również artykuły na temat zagadnień ogólnych, filozoficznych, moralnych (Myśli urywkowe, broszura Rzut oka na moralny stan człowieczeństwa), w których porusza nawet tematy reinkarnacji i fatalizmu. W artykułach muzycznych Kurpiński przemycał wiele osiągnięć najnowszej myśli filozoficznej, na przykład filozofii rozumnego rozwoju historii Hegla, kiedy pisał „bieg czasu wszystko odmienia, a zatem i gust [...] muzyka się zmienia, jak się zmieniały narody, rządy, bóstwa i wszystko na świecie”. Cennym źródłem poglądów na muzykę i rzeczywistość pierwszej połowy XIX wieku Kurpińskiego jest jego dziennik z podróży po Europie.
Jego uczniem był m.in. Feliks Jaroński.

## Ważniejsze utwory

### Sceniczne
- Dwie chatki komedioopera w 1 akcie (1812)
- Ruiny Babilonu melodramat w 3 aktach
- Marcinowa z Dunaju w Stambule w seraju komedioopera w 3 aktach
- Szarlatan opera komiczna w 2 aktach
- Łaska Imperatora opera komiczna w 1 akcie (1814)
- Jadwiga Królowa Polska opera komiczna w 3 aktach (1814)
- Aleksander i Apelles melodramat w 1 akcie
- Nagroda, czyli wskrzeszenie Królestwa Polskiego melodramat(?) w 2 aktach (1815)
- Zabobon, czyli Krakowiacy i Górale opera w 3 aktach (1816)
- Dziadek i wnuk melodramat w 2 aktach
- Jan Kochanowski w Czarnym Lesie komedioopera w 2 aktach
- Bateria o jednym żołnierzu melodramat [intermezzo] w 1 akcie
- Czaromysł książę słowiański, czyli nimfy jeziora Gopło komedioopera w 1 akcie
- Zamek na Czorsztynie, czyli Bojomir i Wanda opera komiczna w 2 aktach[17]
- Kalmora, czyli prawo ojcowskie Amerykanów melodramat w 2 aktach (1820)
- Leśniczy z Kozienickiej Puszczy komedioopera w 1 akcie
- Cecylia Piaseczyńska opera komiczna w 2 aktach

### Balety
- Wesele w Ojcowie (część muzyki napisał Józef Damse), balet narodowy w 1 akcie, 1823
- Nowa osada Terpsychory nad Wisłą w 1 akcie
- Mars i Flora balet alegoryczny w 1 akcie

### Orkiestrowe
- Bitwa pod Możajskiem (Wielka symfonia bitwę wyobrażająca)
- Koncert B-dur na klarnet i orkiestrę
- Elegia c-moll (ok. 1825)
- Elegia harmoniczna na śmierć dwóch bohaterów Rosji
- Koncert na róg i orkiestrę
- Taniec polski ułożony na dzień balu miejskiego dla Najjaśniejszej Matki Imperatora Całej Rosji a Króla Polskiego D-dur
- Polonez D-dur na temat Rule Britania i God save the King
- Polonez grany na balu u J.O. Księcia Namiestnika dla Cesarza Rosyjskiego i Króla Polskiego
- Polonez do tańcowania ułożony z pierwszego finału opery „Westalka” G. Spontiniego D-dur
- Taniec polski grany na balu u J.O. Księcia Namiestnika D-dur
- Polonez do tańcowania B-dur
- Polonez na Doroczną uroczystość imienia Najjaśniejszego Cesarza Wszech Rosji i Króla Polskiego C-dur
- Polonez nazwiskiem „pustota” wyjęty z alegorii wystawionej w teatrze warszawskim w wilię Nowego Roku 1823 F-dur
- Polonez grany na balu u Księcia Namiestnika dla Najjaśniejszego Cesarza Wszech Rosji i Króla Polskiego... (na tematach z opery Rossiniego Zelmira) A-dur
- Polonez na doroczną uroczystość imienin Najjaśniejszego Cesarza i Króla Polskiego h-moll
- Polonez D-dur na benefis Zofii Kurpińskiej
- Taniec polski grany na balu u J.O. Księcia Namiestnika danym w uroczystość urodzin Najjaśniejszego Cesarzewicza w. Ks. Konstantyna D-dur
- Taniec polski grany na balu u J.O. Księcia Namiestnika danym w uroczystość urodzin Najjaśniejszego Cesarzewicza w. Ks. Konstantyna B-dur
- Polonez grany na balu u J.O. Księcia Zajączek w ostatni wtorek C-dur
- Polonez skomponowany w doroczną uroczystość dostojnych imienin Najjaśniejszego Cesarza i Króla Mikołaja D-dur
- Polonez [pocztarka] skomponowany na Doroczną uroczystość dostojnych imienin Najjaśniejszego Cesarza Wszech Rosji, Króla Polskiego Mikołaja Es-dur
- Polonez Na bal u dworu D-dur
- Polski taniec skomponowany na bal narodowy dany w salonie giełdy... Dla Najjaśniejszych Cesarsko-Królewskich Mości D-dur
- Polonez grany na balu dworu Es-dur
- Polonez grany na balu w sali giełdy... Z powodu uroczystego ogłoszenia pełnoletniości Jego Cesarzewiczowskiej Mości W. Ks. następcy tronu Aleksandra Mikołajewicza C-dur
- Mazurek grany na balu u J.O. Księcia Zajączek w ostatni wtorek D-dur
- Wielki walc z motywów Webera i Rossiniego tańczony przez pannę Mierzyńską i ułożony na orkiestrę i pianoforte B-dur[18]

### Kameralne
- Fantazja C-dur na kwartet smyczkowy (ok. 1823?)
- Nokturn G-dur na róg, fagot i altówkę
- Pejzaż muzyczny F-dur na róg i fagot
- Dumanie nad mogiłą Wandy h-moll na klawikord i skrzypce[19]
- Cavatina na trąbkę lub puzon i fortepian (ok. 1823)
- Fantazja na róg i fagot

### Fortepianowe
- Sześć wariacji C-dur
- Dziewięć wariacji d-moll
- Potpourri, czyli wariacje z różnych tematów narodowych skomponowane dla siedmioletniego J. Krogulskiego[20]
- Fantazja Chwila snu okropnego c-moll
- Fantazja a-moll
- Fantazja F-dur
- Fuga i koda B-dur (na temat Jeszcze Polska nie zginęła)[21]
- Mazurek balowy D-dur
- Angloise D-dur
- Mazurek D-dur (1821)
- Mazurek D-dur (1823)
- Walc B-dur
- Wielki walc B-dur
- Polonez G-dur
- Polonez d-moll
- Polonez g-moll
- Polonez E-dur
- Polonez f-moll
- Polonez A-dur
- Polonez a-moll
- Le reveil de J.j. Rousseau au printemps romans (1823)
- Polonez ofiarowany Zofii Mentzel (1834)

### Pieśni wielogłosowe
- Marsz roku 1812 (Do koni bracia, do koni)[22] na 4-głosowy chór męski z fortepianem (1812)
- Bohaterowi (Nieśmiertelność nieba w nagrodę co dały)[23] śpiew masoński na chór mieszany (1814)
- Hymn (Próżno na piasek słońce śle oświaty) na 4 głosy równe (1820)
- Kanon wokalny (Szanuj niewinność, szanuj mądrość) na 3 głosy

### Pieśni na głos i fortepian
- Bolesław Krzywousty
- Król Aleksander
- Zygmunt August
- Władysław IV
- Stefan Czarniecki
- Michał Korybut Wiśniowiecki
- Dumka (Gdy słowik zanuci)
- Elfryda (Gdy w kwiecie młodości) romans
- Ludmiła w Ojcowie (Nastała cisza z nocą ponurą)
- Dumka włościan Jabłonny o Panu (Była ta pora przeszła nie wróciła)
- Czerna (Piękna i śmiała)
- Etwin i Klara (Klara przecudnej urody)
- Do Ludmiły (Ozdobo wioski)
- Dla Zosi (Sprawiedliwość Zosiu śmiała) (1823)
- Potpourri, czyli wariacje na śpiewy polskie ułożone dla panny Henrietty Sontag (1830)
- Duma o Generale Jasińskim (Ze łzą bracie wspomnij sobie)[24]
- Mazur wojenny (Nasz Chłopicki wojak dzielny, śmiały) (1830)
- Marsz obozowy (Bracia do bitwy nadszedł czas) (1831)
- Warszawianka (Oto dzień dziś krwi i chwały)
- Litwinka, czyli hymn Legionów Litewskich (Wionął wiatr błogi na Lechitów ziemie)[25]
- Uczucia patrioty – Śpiew Narodowy (Jakiż to odgłos uszy me uderza)[26]
- Dzień świętej walki nadchodzi marsz (1831)
- Serenada, czyli śmiertelna dobranoc (1835)

### Pieśni na głos i orkiestrę
- Śpiew do Orła Białego (Wstań biały orle czarne pióra z siebie zrzuć) (1831)
- Oblężenie Warszawy (Moskal chce dostać Warszawy) mazur (1831)

### Kantaty
- Elegia na śmierć Tadeusza Kościuszki[27] na głos recytujący i orkiestrę

### Religijne
- Pieśń przy mszy św.... Dla ludu polskokatolickiego [msza wiejska] na sopran, tenor, bas i organy
- Msza C-dur na 3 (4)-głosowy chór mieszany i organy[28] (ok. 1835)
- Msza e-moll na 4-głosowy chór mieszany i organy
- Oratorium C-dur na alt, 2 tenory, bas, 2 trąbki, 2 puzony, kontrabas, kotły i organy (ok. 1840)
- Hymn do Boga o zachowanie wolności na głos solo i fortepian
- Zdrowaś Maryjo na głos solo, chór, instrumenty dęte i organy
- Pienia nabożne Karola Kurpińskiego z poezją Felińskiego, Minasowicza i innych poświęcone czci i chwale w Trójcy Świętej Jedynego Boga a użytkowi rzymskokatolickiego chrześcijaństwa w Polsce na 1-3 głosy z towarzyszeniem organów lub fortepianu i puzon ad libitum[29]
- Te Deum Laudamus na głos solo, chór i orkiestrę (na koronację cara Mikołaja I na króla Polski w 1829 roku)[30]

## Dyskografia
- 2000: Clarinet Concerto, Overture „Zamek na Czorsztynie” – Acte Préalable AP0055
- 2006: Chamber Works – Acte Préalable AP0143
- 2014: Zamek na Czorsztynie (Michał Niedziałek) – DUX 0955